# A Perfect Match
«A Perfect Match» — сингл шведской группы A*Teens, выпущенный в 2003 году.

## История
Третий по счёту альбом A*Teens «Pop 'til You Drop!» вышел в Северной Америке летом 2002 года. В начале 2003 года была выпущена его международная версия «New Arrival», в которой присутствовали несколько новых композиций. Эти альбомы сопровождались тремя синглами, два из которых («Can’t Help Falling in Love» и «Floorfiller») были общими для обеих версий, а третий и последний — «A Perfect Match» — относился только к международной версии. Он вышел в ряде стран Европы и Латинской Америки. В Швеции он достиг 2-й строчки национального хит-парада, что стало лучшим результатом A*Teens за два года (со времён «Upside Down»).
Видеоклип был снят в начале февраля 2003 года на Кубе, его премьера состоялась 26 февраля на телеканале ZTV. Сюжет клипа в какой-то мере соответствует тексту песни («противоположности притягиваются»), повествуя о любви между бедным юношей и девушкой из богатой семьи.

## Список композиций
Макси-сингл, Швеция
1. A Perfect Match (Radio Version) — 3:00
2. A Perfect Match (Extended Version) — 4:14
3. A Perfect Match (Tranceglobal Club Mix) — 5:33
4. Singled Out — 4:13

## Дополнительные факты
- «A Perfect Match» — едва ли не единственная песня A*Teens, в тексте которой есть отсылки к другим произведениям массовой культуры. Упомянуты мультсериал «Южный парк» (South Park), фильмы «Бриолин» (Grease) и «Большой куш» (Snatch).
- Ряду англоязычных музыкальных критиков и слушателей песня запомнилась строчкой «You love „Grease“ baby — I love „Snatch“». Буквально она переводится как «Тебе нравится „Бриолин“, крошка — я люблю „Большой куш“». Хотя вполне очевидно, что речь идёт о художественных фильмах, некоторые критики не преминули отметить[6] двусмысленность английских слов grease и snatch, которые на жаргоне могут означать соответственно секс и женские половые органы. Британский журналист Пол Лэнг написал на своём сайте Lowculture[англ.]: «Если и есть лучший пример неудачных вещей, которые могут случиться, когда люди пишут песни на английском языке, не являющемся их родным — мы о нём не знаем»[7].
- Японская певица Нами Тамаки[англ.] в 2004 году выпустила сингл Daitan ni Ikimashō[англ.], мелодия которого заимствована у «A Perfect Match».
- «A Perfect Match» стал предпоследним синглом A*Teens.